# Santa Maria de Vallcebre
Santa Maria de Vallcebre és una obra del municipi de Vallcebre (Berguedà) inclosa en l'Inventari del Patrimoni Arquitectònic de Catalunya. L'església parroquial, de construcció recent, està inventariada, com també ho està de manera independent l'antiga església, actualment en ruïnes.

## Descripció
L'església parroquial està dedicada a Santa Maria i és de construcció recent. És una església d'una sola nau de planta rectangular i un absis. A la nau, a pop de l'absis, hi ha dues estances, una a cada costat, destinades a la calefacció i a la sagristia i lavabo. Aquestes estances, a l'esser tancades, priven de veure els braços de la creu llatina, que si que es noten a l'exterior. La teulada és a dues vessants. A la façana, sobre la porta s'obre un rosetó. Una simple espadanya d'un sol ull corona la façana. A l'exterior la pedra picada i aplicada sense seguir filada, domina tots els paraments.
A l'interior l'absis conserva la pedra vista, mentre que la nau està enguixada i pintada. El sostre de l'absis i el de la nau són coberts de fusta sobre encavallades. A l'absis, enmig dels dos vitralls, hi ha la imatge de la patrona la Verge de l'Assumpta. Als laterals de la nau també hi ha vitralls. Rep la llum, doncs, pels sis vitralls, pel rosetó, per la porta d'entrada i per les dues finestres de la calefacció i la sagristia. Als peus de la nau es troba el cancell construït amb fusta i vidre.
Als peus del presbiteri trobem la pica baptismal de pedra. Els vitralls representen el misteri de la Trinitat, la Biblia, i l'Església. Són obra del vitraller Joan Montforte segons disseny del pintor Joan Baptista Torras i Vives.
Anteriorment existia una altra església que fou edificada el 1931 i declarada en ruïna el 1991. És el segon edifici que completa el conjunt. Església d'una nau amb capelles laterals coberta amb volta i amb el presbiteri quadrat. La porta, allindanada, s'obre al mur de migdia; a sobre la porta hi ha tres rectangles verticals en relleu i una creu. El campanar de planta octogonal fou construït adossat al mur de ponent i té un accés exterior així com quatre arcs de mig punt a la part superior. La senzilla construcció fou bastida l'any 1931, però no va acabar-se segons el projecte inicial per problemes econòmics.

## Història

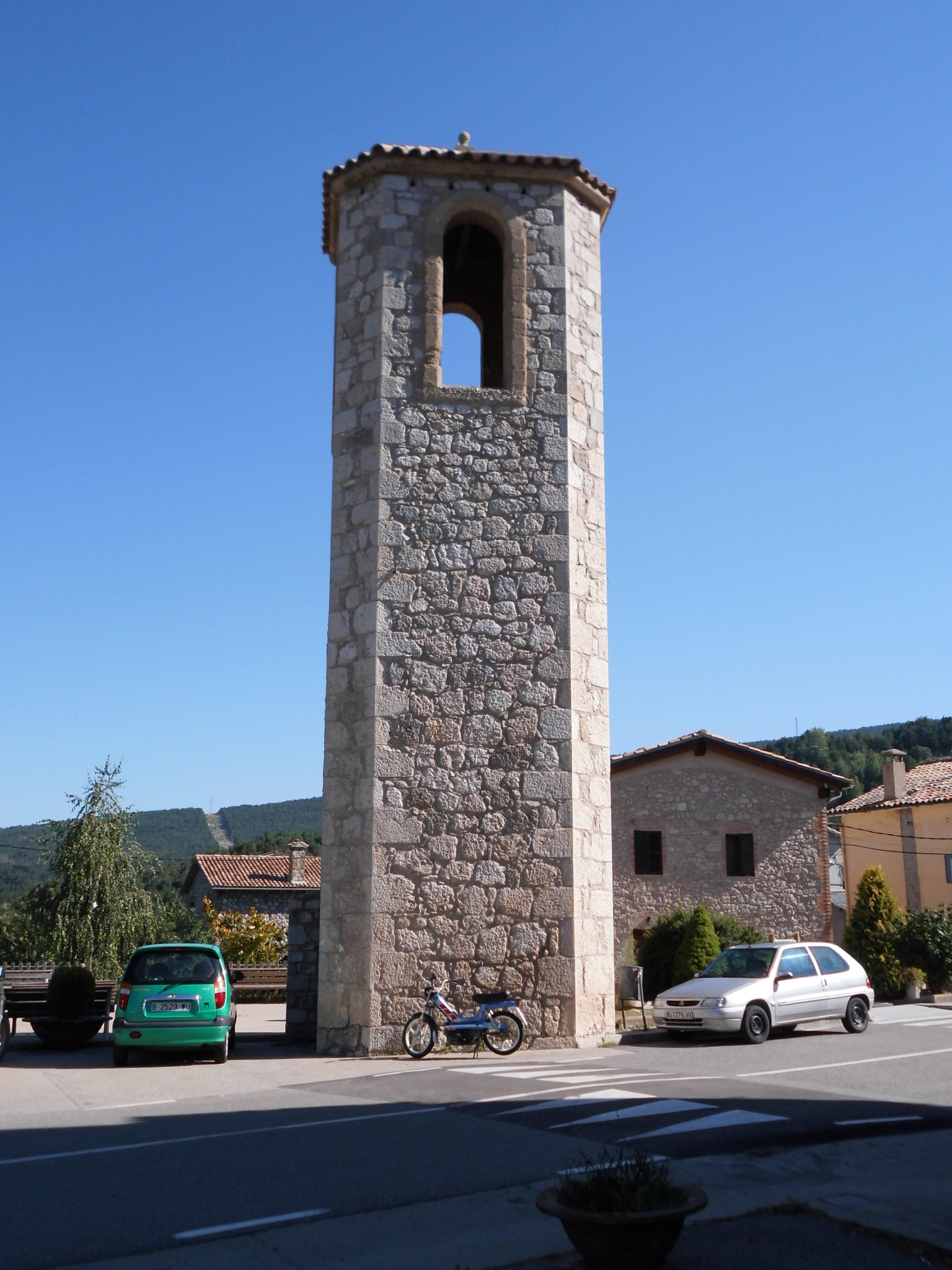
Campanar de Santa Maria

El lloc de Vallcebre ja fou esmentat en l'acta de consagració de la catedral d'Urgell, l'any 839, on apareix amb la grafia Balcebre. Hi ha indicis que ja hi havia un castell de Vallcebre l'any 983, la qual cosa ha estat confirmada per un document de l'any 1043. L'actual terme municipal formà en aquests segles dues parròquies diferents: Santa Maria de Vallcebre i Sant Julià de Fréixens. Les dues parròquies formaren part del terme del castell de Peguera i la senyoria era compartida dels barons de Peguera i els abats de Bagà. Al principi del segle xv el domini passà a una família anomenada Foix, el primer senyor dels quals fou un Pere de Foix, de llinatges obscur i resident a Bagà.
La primera església de Santa Maria de Vallcebre està documentada des de finals del segle x, però l'edifici preromànic fou substituït per una nova construcció romànica al segle xiii, gràcies a les deixes testamentàries i als donatius dels pagesos del lloc. Aquest edifici, de petites proporcions es mantingué com a parròquia fins a l'any 1931, en què es projectà l'actual construcció. L'augment demogràfic experimentat pel poble de Vallcebre arran de les explotacions mineres obligà a ampliar l'església i s'optà per construir-la de nou tot i que les dificultats econòmiques i l'inici de la guerra civil varen impedir que es portés a terme l'obra projectada a la seva totalitat.